# Arkebuza
Arkebúza je ročno strelno orožje, ki so ga izumili v poznem srednjem veku.
Ime arkebuza izhaja iz francoske besede arquebuse (arque (kljuka) in buse  (puška). Arkebuza je imela na spodnji strani cevi posebno kljuko. Ko se je arkebuza naslonila na oporo, je kljuka prevzela močan povratni sunek.
Arkebuze so bile velikokalibrske puške z do 2 cm premera cevi, težke pa so bile tudi več kot 10 kg. Kljub temu, da je bil domet do nekaj 100 metrov, je bila natančnost zelo majhna.
Iznašli so jo v 15. stoletju v Španiji in v 16. stoletju je bila že zelo razširjena.
Ker so bile arkebuze lažje od večine mušket, jih je uporabljala tudi konjenica. Nastal je rod oboroženih sil – arkebuzirji. V bitki pri Paviji leta 1525 so arkebuzirji dokazali, kako učinkovito je njihovo orožje.
V poznem 16. stoletju je učinkovitejša mušketa izrinila arkebuzo kot orožje pešakov.